# Justin Danforth
Justin Danforth, född 15 mars 1993, är en kanadensisk professionell ishockeyforward som är kontrakterad till Columbus Blue Jackets i National Hockey League (NHL) och spelar för Cleveland Monsters i American Hockey League (AHL).
Han har tidigare spelat för HK Vitjaz Podolsk i Kontinental Hockey League (KHL); Lukko i Liiga; Bridgeport Sound Tigers och Rochester Americans i AHL; Reading Royals och Cincinnati Cyclones i ECHL samt Sacred Heart Pioneers i National Collegiate Athletic Association (NCAA).
Danforth blev aldrig NHL-draftad.

## Statistik
| 2009–2010    | Cobourg Cougars         | OJAHL        | 3   | 0  | 0  | 0   | 2   | —  | — | —  | —  | — |
| 2010–2011    | Cobourg Cougars         | OJHL         | 47  | 13 | 23 | 36  | 26  | 10 | 2 | 1  | 3  | 2 |
| 2011–2012    | Cobourg Cougars         | OJHL         | 41  | 22 | 27 | 49  | 40  | 5  | 2 | 3  | 5  | 4 |
| 2012–2013    | Cobourg Cougars         | OJHL         | 43  | 22 | 34 | 56  | 42  | 9  | 3 | 11 | 14 | 8 |
| 2013–2014    | Sacred Heart Pioneers   | NCAA         | 36  | 5  | 24 | 29  | 24  | —  | — | —  | —  | — |
| 2014–2015    | Sacred Heart Pioneers   | NCAA         | 38  | 7  | 15 | 22  | 26  | —  | — | —  | —  | — |
| 2015–2016    | Sacred Heart Pioneers   | NCAA         | 36  | 20 | 21 | 41  | 22  | —  | — | —  | —  | — |
| 2016–2017    | Sacred Heart Pioneers   | NCAA         | 37  | 10 | 22 | 32  | 53  | —  | — | —  | —  | — |
|              | Reading Royals          | ECHL         | 3   | 1  | 2  | 3   | 2   | —  | — | —  | —  | — |
|              | Bridgeport Sound Tigers | AHL          | 1   | 0  | 0  | 0   | 0   | —  | — | —  | —  | — |
|              | Rochester Americans     | AHL          | 5   | 2  | 0  | 2   | 4   | —  | — | —  | —  | — |
| 2017–2018    | Rochester Americans     | AHL          | 15  | 2  | 3  | 5   | 12  | —  | — | —  | —  | — |
|              | Cincinnati Cyclones     | ECHL         | 44  | 28 | 31 | 59  | 40  | 2  | 0 | 0  | 0  | 4 |
| 2018–2019    | Lukko                   | Liiga        | 59  | 18 | 34 | 52  | 73  | 7  | 2 | 2  | 4  | 0 |
| 2019–2020    | Lukko                   | Liiga        | 56  | 27 | 33 | 60  | 26  | —  | — | —  | —  | — |
| 2020–2021    | HK Vitjaz Podolsk       | KHL          | 58  | 23 | 33 | 55  | 50  | —  | — | —  | —  | — |
| 2021–2022    | Columbus Blue Jackets   | NHL          | 1   | 0  | 0  | 0   | 0   | —  | — | —  | —  | — |
|              | Cleveland Monsters      | AHL          | 8   | 2  | 3  | 5   | 0   | —  | — | —  | —  | — |
| NHL totalt   | NHL totalt              | NHL totalt   | 1   | 0  | 0  | 0   | 0   | —  | — | —  | —  | — |
| Liiga totalt | Liiga totalt            | Liiga totalt | 115 | 45 | 67 | 112 | 99  | —  | — | —  | —  | — |
| AHL totalt   | AHL totalt              | AHL totalt   | 29  | 6  | 6  | 12  | 16  | —  | — | —  | —  | — |
| ECHL totalt  | ECHL totalt             | ECHL totalt  | 47  | 29 | 33 | 62  | 42  | —  | — | —  | —  | — |
| NCAA totalt  | NCAA totalt             | NCAA totalt  | 147 | 42 | 82 | 124 | 125 | —  | — | —  | —  | — |

### Internationellt
| Källa: Uppdaterad: 2021-11-18 | Källa: Uppdaterad: 2021-11-18 | Källa: Uppdaterad: 2021-11-18 |         | Utv = Utvisningsminuter | Utv = Utvisningsminuter | Utv = Utvisningsminuter | Utv = Utvisningsminuter | Utv = Utvisningsminuter |
| År                            | Lag                           | Mästerskap                    | Matcher | Mål                     | Assists                 | Poäng                   | Utv                     |                         |
| ----------------------------- | ----------------------------- | ----------------------------- | ------- | ----------------------- | ----------------------- | ----------------------- | ----------------------- | ----------------------- |
| 2021                          | Kanada                        | VM                            | 9       | 1                       | 0                       | 1                       | 12                      |                         |
| Senior totalt                 | Senior totalt                 | Senior totalt                 | 9       | 1                       | 0                       | 1                       | 12                      |                         |